# Kecamatan Ciomas (distrikt i Indonesien, Banten)
Kecamatan Ciomas är ett distrikt i Indonesien.   Det ligger i provinsen Banten, i den västra delen av landet, 90 km väster om huvudstaden Jakarta.